# Die Finals – Dresden 2025/Rudern

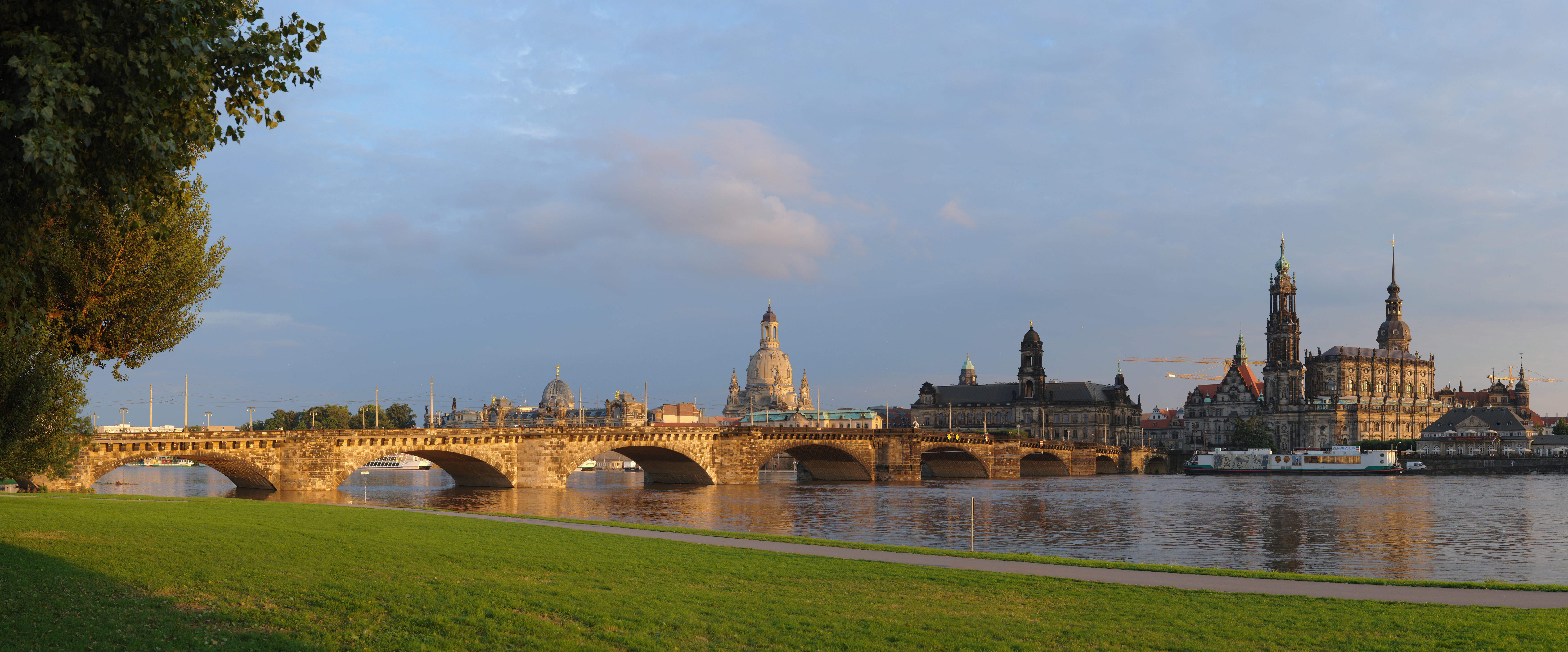
Am Canaletto-Blick fanden die Küstenrudern-Rennen statt.

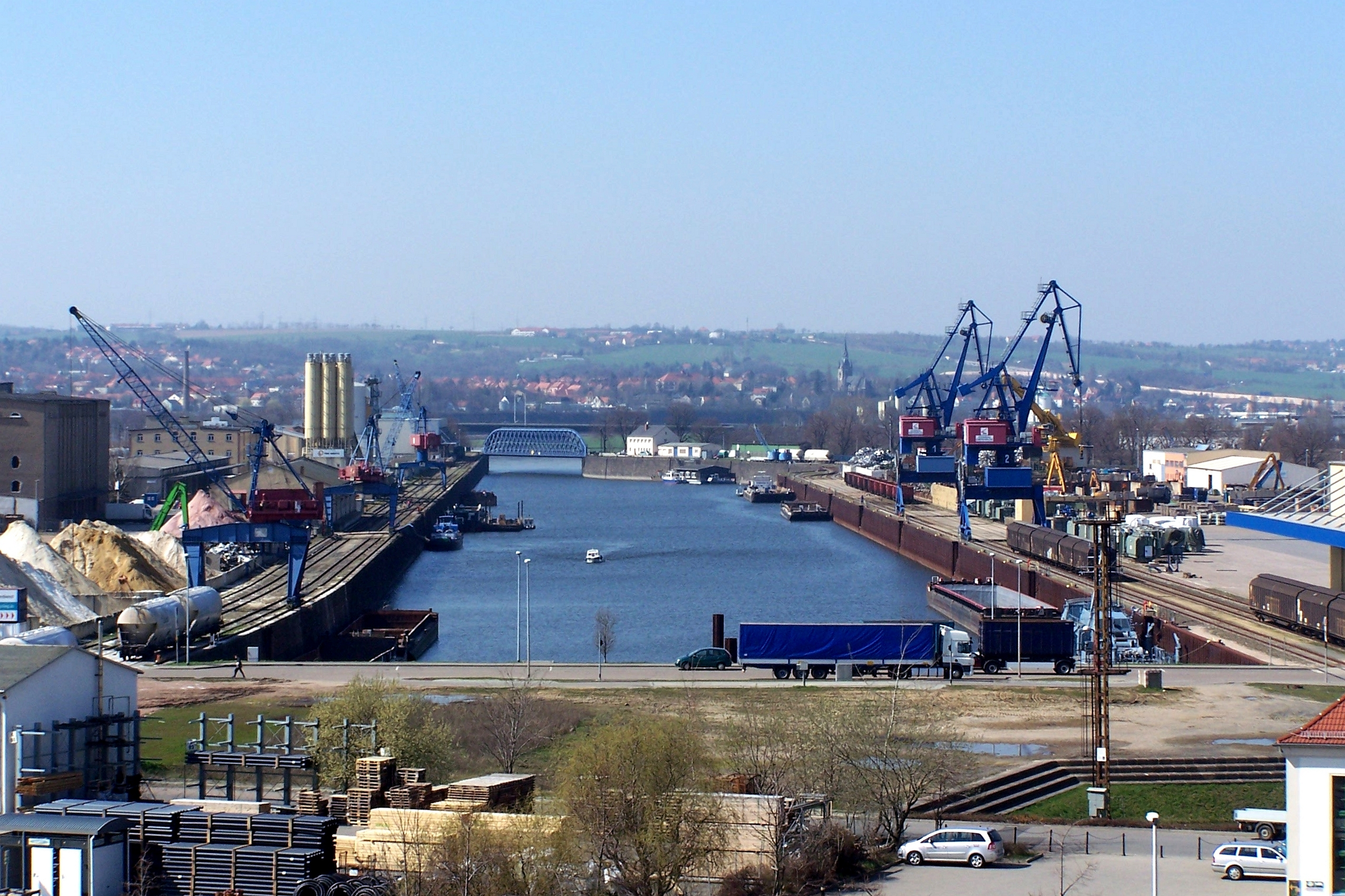
Im Alberthafen werden die Rennrudern-Wettkämpfe ausgetragen werden.

Bei den Finals 2025 in Dresden werden vom 1. bis zum 3. August neun Wettbewerbe im Rudern ausgetragen. Dies umfasste die Wettbewerbe im Rennrudern und neu dazu dem Küstenrudern. Letzteres fand am 1. August am „Canaletto-Blick“ (Neustädter Elbufer) statt. Das Rennrudern wird im unweit entfernten Alberthafen auf einer 350-Meter-Sprintstrecke ausgetragen.

## Zeitplan
| Küstenrudern           |    |    |    |
| Einer                  |    |    |    |
| Achter plus Steuerfrau |    |    |    |
| Para Einer             |    |    |    |
| Männer                 | 1. | 2. | 3. |
| Männer                 |    |    |    |
| Einer                  |    |    |    |
| Achter plus Steuermann |    |    |    |
| Para Einer             |    |    |    |
| Mixed                  | 1. | 2. | 3. |
| Para Zweier            |    |    |    |

|  | Medaillenentscheidung |

## Bilanz

### Medaillenspiegel
| Platz  | Land                | Gold | Silber | Bronze | Gesamt |
| ------ | ------------------- | ---- | ------ | ------ | ------ |
| 1      | Rheinland-Pfalz     | 1    | 1      | –      | 2      |
| 2      | Sachsen             | 1    | –      | 1      | 2      |
| 3      | Berlin              | –    | 1      | 1      | 2      |
| 4      | Nordrhein-Westfalen | –    | –      | 1      | 1      |
| Gesamt | Gesamt              | 2    | 2      | 3      | 7      |

### Medaillengewinner

#### Frauen
| Disziplin    | Gold | Silber | Bronze                                         |
| ------------ | --- | --- | ---------------------------------------------- |
| Küstenrudern | Laura Brenker ( Mainzer RV) | Anne Kistenpfennig ( Mainzer RV) | Julia Tertünte ( RV Münster 1882)              |
| Küstenrudern | Laura Brenker ( Mainzer RV) | Anne Kistenpfennig ( Mainzer RV) | Sophie Leupold ( Pirnaer RV 1872)              |
| Einer        | Alexandra Föster (Ruderclub Meschede) | Aurelia-Maxima Janzen (Rostocker Ruder-Club) | Sarah Wibberenz (Ruder-Club-Havel Brandenburg) |
| Achter       | Die Ruderinnen AKatharina Bauer Judith Guhse Sarah Wibberenz Lisa Gutfleisch Luise Bachmann Tabea Schendekehl Pia Greiten Frauke Hundeling Jonas Wiesen (Steuermann) | Die Ruderinnen ILene Mührs Paula Gerundt Paula Hartmann Olivia Clotten Anna Härtl Michelle Lebahn Tabea Kuhnert Nora Peuser Florian Koch (Steuermann) | Meenzer Express                                |
| Para Einer   | | |                                                |

#### Männer
| Disziplin    | Gold | Silber | Bronze                                |
| ------------ | --- | --- | ------------------------------------- |
| Küstenrudern | Franz Werner ( Pirnaer RV 1872) | Moritz Wolff ( Berliner Ruder-Club) | Karl Schulze ( Berliner Ruder-Club)   |
| Einer        | Timo Stracke (Hannoverscher Ruder-Club von 1880) | Felix Heinrich (Ruder-Klub Normannia Braunschweig) | Ole Hohensee (Stralsunder Ruder-Club) |
| Achter       | Team Deutschlandachter IPaul Klapperich Mattes Schönherr Benedict Eggeling Tobias Strangemann Olaf Roggensack Julius Christ Sönke Kruse Theis Hagemeister Jonas Wiesen (Steuermann) | Team Deutschlandachter IITom Tewes Mark Hinrichs Kaspar Virnekäs Simon Schubert Wolf Niclas Schröder Tassilo von Müller Max John Friedrich Amelingmeyer Florian Koch (Steuermann) | Germania Achter                       |
| Para Einer   | Leopold Reimann | Marcus Klemp |                                       |

#### Mixed
| Disziplin   | Gold                                                                        | Silber                                                            | Bronze                                                     |
| ----------- | --------------------------------------------------------------------------- | ----------------------------------------------------------------- | ---------------------------------------------------------- |
| Para Zweier | Rgm. RK Normannia Braunschweig/RRG Mühlheim Hermine Krumbein Niklas Matheis | Rgm. Karlsruher RV Wiking/ARC Würzburg Julian Müller Viola Schenk | Rgm. SSG Blista Marburg/RaB Essen Björn Eckert Marie Arend |